# Ennigerloh
Ennigerloh er en by i Tyskland i delstaten Nordrhein-Westfalen med cirka 20.000 indbyggere. Den ligger i kreisen Warendorf, cirka 25 km nordøst for Hamm og 30 km sydøst for Münster.